# Luis Jara
Luis Ramón Jara Heyn (Asunción, 29 dicembre 1965) è un ex calciatore ed ex giocatore di calcio a 5 paraguaiano.

## Carriera

### Calcio
Gemello di Adolfo Jara, ha militato nelle selezioni giovanili paraguaiane. Con la selezione under-20 ha partecipato al Campionato mondiale di calcio Under-20 1985 dove è stato eliminato al primo turno.

### Calcio a 5
In occasione del FIFA Futsal World Championship 1989 è stato convocato dalla Nazionale di calcio a 5 del Paraguay nel quale i sudamericani sono giunti alla seconda fase, eliminati nel girone comprendente Argentina, Brasile e Stati Uniti.